# مينينوفا
مينينوفا كان واحد من أكبر مواقع ملفات البت تورنت. بل هو دليل ومحرك بحث لأنواع كثيرة من ملفات تورنت. بالرغم من ذلك، فهو لا يستضيف متعقب خاص به.
يقع مقر الموقع في هولندا، وقد بدأ في كانون الثاني/يناير 2005 خلفا ل(في ذلك الوقت حظى بشعبية كبيرة) Suprnova.org، والذي أغلق في نهاية عام 2004 بسبب قضايا قانونية.
زوار مينينوفا المجهولين يمكنهم تحميل ملفات التورنت لهذا الموقع، يتم تعقبه بواسطة أي متعقب تورنت. مينينوفا لا تسمح بالعروض الإباحية، كما أنها لا تسجل عنوان الآي بي الخاص بالزوار. في نيسان / أبريل 2007، وقع نزاع مع مينينوفا بي في (شركة تشغيل Mininova.org) حول المجال mininova.com، الذي تم استغلاله من قبل مخادع. 
كلمة 'مينينوفا' في المرتبة 9 على قائمة جوجل لأكثر المصطلحات بحثا عام 2006. في مايو 28، 2008، كان لمينينوفا أكثر من 5 مليارات تنزيل ودعوى قضائية. كما يدير فريق مينينوفا موقع مشاركة يديو تم انشاؤه مؤخرا، يدعى Snotr. كما أنها بدأت في تقديم خدمة توزيع المحتوى، مستهدفة المنتجين المستقلين.
اعتبارا من 6 مايو 2009، بدأ فريق مينينوفا تجربة لنظام التعرف على المحتوى، والذي سيؤدي إلى إزالة أي تورنت يشار اليه كمنتهك لقوانين حقوق التأليف والنشر.
في أيار / مايو 2009 بدأت منظمة تقوية حقوق الملكية الهولندية BREIN إجراءات مدنية ضد مينينوفا مطالبة مينينوفا بالبدء بترشيح ملفات التورنت لافتا إلى المصنفات المحمية بموجب حق المؤلف من منصته. أفاد مينينوفا خلال المحاكمة أنه لم يكن ممكنا بالنسبة لهم تحديد مثل هذه الملفات، ولكنه أشار إلى أنه من شأنه أن يزيل ملفات التورنت في حالة قامت BREIN بالتعرف على تلك الملفات التي تشير إليها بأنها مواد محمية بحقوق المؤلف. في 26 آب/أغسطس قضت محكمة اوتريخت  أن مينينوفا يجب أن تزيل كافة ملفات التورنت التي بها مواد محمية بحقوق المؤلف من المنصة في غضون 3 أشهر أو تُوجه لها عقوبات ب 5 ملايين يورو.
في أواخر آب / أغسطس 2009، أغلق موقع بايريت باي على وجه الخصوص، أغلق الموقع ولكنه عاد مرة أخرى، ولكن متعقب بايريت باي لم يعمل مجددا. يرجع ذلك إلى حقيقة أن جزءا كبيرا من ملفات مينينوفا تشير لمتعقب بايريت باي، سقوط متعقب بايريت باي جعل جزء كبير من ملفات مينينوفا عديمة الفائدة.
في 26 نوفمبر 2009 الموافق 9 ذوالحجة 1430 رضخ موقع مينينوفا لأمر المحكمة ولم يعد يسمح برفع أي ملف مخالف لحقوق الملكية الفكرية
04 أبريل 2017، أغلق الموقع معلنا عن نهاية عدة سنوات من العمل

## التفاصيل الفنية
إحصاءات اعتبارا من مايو 18، 2009 :
- مجموع ملفات التورنت في قاعدة البيانات: 1.098.712
- مجموع تنزيلات التورنت: 8.386.571.609
- أعداد البحث في اليوم الأخير: 10.313.111

## وصلات خارجية
- الموقع الرسمي لمينينوفا